# Everything
Everything ist eine  Desktopsuche für Dateinamen und Verzeichnisse auf NTFS-Laufwerken unter Windows. Das Programm ist Index-basiert. Es ist für den kommerziellen Einsatz kostenlos.

## Funktionsweise

### Indexierung
Everything greift nicht auf den Index der Windows-eigenen Suche zurück, sondern erstellt eine eigene Datenbank der Dateinamen und Verzeichnisse aus der Master File Table (MFT) der NTFS-Laufwerke. Die Datenbank wird beim ersten Start einmalig erzeugt, und danach auf der Basis des NTFS-Journals laufend aktualisiert. Für den Zugriff auf die MFT benötigt Everything Administrator-Rechte, alternativ kann das Programm einen Systemdienst installieren.
Das Erstellen des Index ist für lokale NTFS- und ReFS-Laufwerke schnell, für Netzwerklaufwerke oder Laufwerke, die mit dem FAT-Dateisystem formatiert sind, langsamer.

### Suche
Die Haupt-Suchfunktion von Everything basiert auf Dateipfaden und -namen. Die Beachtung von Groß-/Kleinschreibung und diakritischen Zeichen, beispielsweise Umlauten, kann in den Sucheinstellungen aktiviert werden. Auch Wildcards, boolesche Operatoren oder reguläre Ausdrücke werden optional unterstützt. Eingrenzend können zusätzliche Filter wie Erstellung-, Änderungs- oder Zugriffsdatum sowie die Dateigröße und weitere Dateiattribute in die Suche mit einbezogen werden. 
Durch die Verwendung der programmeigenen Datenbank wird bei Suchen basierend auf den indexierten Metadaten eine wesentlich höhere Suchgeschwindigkeit als bei der nativen Windows-Suche erreicht; die vollständigen Such-Ergebnisse liegen oft innerhalb von Sekunden vor, bei einfachen Suchkriterien (keine regulären Ausdrücke) mit wenigen Ergebnissen auch in Sekundenbruchteilen. Eine Suche nach Dateiinhalten ist möglich, ist jedoch auf Textdateien beschränkt und kann nicht mehr ausschließlich mithilfe der Datenbank durchgeführt werden. Die Geschwindigkeit ist bei einer solchen Inhaltssuche entsprechend drastisch reduziert, sofern mit den indexierten Eigenschaften keine starke Vorselektion auf wenige Treffer-Kandidaten vorgenommen wird.

### Erweiterungen
Everything lässt sich über eine Schnittstelle ansprechen, zahlreiche Programme nutzen darüber dessen Funktionen. Beispielsweise gibt es für den FAR Manager das von dritter Seite programmierte Plug-in „LiveFileSearch“, welches auf den Everything-Dienst zugreifen kann. Auch der Dateimanager Total Commander kann Everything verwenden, um seine Suchfunktion zu beschleunigen.
Ist Everything auf einer anderen Maschine installiert und der eingebaute ETP/FTP-Server aktiviert, kann man sich zu diesem verbinden, was auch über Startparameter möglich ist. Alternativ kann man sich zu einem eingebauten Webserver verbinden, der auch Dateidownloads erlaubt. Mit dem zusätzlichen Programm es.exe gibt es eine eigenständige Kommandozeilenversion, deren Ergebnisse sich auch zur weiteren Verarbeitung in eine Datei umleiten lassen.
Everything ist durch Sprachpakete mehrsprachig und kann auch als Portable Software heruntergeladen werden.

## Entwicklung
Die Software wurde Ende 2004 erstveröffentlicht, die Version 1.0 dann im Jahr 2008. Nach 4 Jahren Entwicklungspause erschien 2013 eine verbesserte Version, der 2014 ein weiteres Update folgte. Daraufhin wurden mehrere Beta-Version angeboten. In den Jahren 2017, 2018, 2019, 2021 und 2022 wurde jeweils mindestens eine neue stabile Version veröffentlicht.
Everything ist auch für den kommerziellen Einsatz kostenlos und finanziert sich durch Spenden.